# Mall of Asia Arena
„Mall of Asia Arena“ е мултифункционална зала в Манила, Филипини. Има капацитет до 20 000 места. Арената отваря врати на 16 юни 2012 г. Освен че се ползва за спортни ивенти, арената се използва и за музикални мероприятия, изпълнители като Лейди Гага, Ариана Гранде, Майли Сайръс, Риана, Дженифър Лопес, Ники Минаж са изнасяли концерти там.